# Jonathan Pryce
Sir Jonathan Pryce (Holywell, 1º giugno 1947) è un attore britannico.
È noto per i ruoli di Sam Lowry nel film Brazil di Terry Gilliam, di Juan Domingo Perón nel film musical Evita, di Elliot Carver nel film Il domani non muore mai, di Weatherby Swann nella saga cinematografica Pirati dei Caraibi e dell'Alto Passero nella serie televisiva Il Trono di Spade. Nel 2019, per la lodata performance di Papa Francesco nel film I due papi di Fernando Meirelles ha ricevuto la candidatura al Golden Globe, al Premio BAFTA e al Premio Oscar al miglior attore, la prima della sua carriera.

## Biografia
I suoi genitori, Margaret Ellen Wiliiams e Isaac Price, erano proprietari di un piccolo negozio di alimentari, dopo che il padre era stato un minatore di carbone.
Nel 1980 vince l'Olivier Award per la sua interpretazione di Amleto, imponendosi come uno dei più interessanti e raffinati interpreti della sua generazione, non solo come attore di prosa, ma anche come cantante e attore di musical, riconosciute grazie alle sue performance in spettacoli quali Miss Saigon, che gli vale il Tony Award, Oliver! e My Fair Lady. Molto richiesto come caratterista e attore di supporto sul grande schermo, sarà Sam Lowry, ingenuo e patetico sognatore, in Brazil (a fianco di Robert De Niro), che lo consacrerà a fama internazionale nel 1985. 
Dopo l'uscita di questo capolavoro visionario di Terry Gilliam, Jonathan Pryce interpreterà Morte accidentale di un anarchico a Broadway, e in seguito tornerà in Inghilterra per The Doctor and the Devils di Freddie Francis. Nel 1988 Pryce ritrova Terry Gilliam ne Le avventure del barone di Münchausen. Dopo aver recitato in Evita interpreta l’antangonista ed editore Elliot Carver nel film di James Bond del 1997 Il domani non muore mai e nello stesso anno anche lo spietato killer Seamus O’Rourke nel film Ronin di John Frankenheimer. In seguito ha interpretato Carrington e The New World, oltre che nella fortunata trilogia di Gore Verbinski Pirati dei Caraibi nel ruolo del Governatore Weatherby Swann, padre di Elizabeth Swann. Nel 2020 riceve la sua prima candidatura agli Oscar per il ruolo di Papa Francesco nel film I due papi.

## Filmografia

### Attore

#### Cinema
- La nave dei dannati (Voyage of the Damned), regia di Stuart Rosenberg (1976)
- Breaking Glass, regia di Brian Gibson (1980)
- Loophole, regia di John Quested (1981)
- Qualcosa di sinistro sta per accadere (Something Wicked This Way Comes), regia di Jack Clayton (1983)
- L'ambizione di James Penfield (The Ploughman's Lunch), regia di Richard Eyre (1983)
- Brazil, regia di Terry Gilliam (1985)
- Il dottore e i diavoli (The Doctor and the Devils), regia di Freddie Francis (1985)
- Luna di miele stregata (Haunted Honeymoon), regia di Gene Wilder (1986)
- Jumpin' Jack Flash, regia di Penny Marshall (1986)
- Kidnapping - Pericolo in agguato (Man on Fire), regia di Elie Chouraqui (1987)
- Cioccolato bollente (Consuming Passions), regia di Giles Foster (1988)
- Le avventure del barone di Münchausen (The Adventures of Baron Munchausen), regia di Terry Gilliam (1988)
- La ragazza dei sogni (The Rachel Papers), regia di Damian Harris (1989)
- Americani (Glengarry Glen Ross), regia di James Foley (1992)
- Dark Blood, regia di George Sluizer (1993)
- L'età dell'innocenza (The Age of Innocence), regia di Martin Scorsese (1993)
- Il sogno di Kate (A Business Affair), regia di Charlotte Brandstrom (1994)
- Deadly Advice, regia di Mandie Fletcher (1994)
- Shopping, regia di Paul W. S. Anderson (1994)
- Carrington, regia di Christopher Hampton (1995)
- Evita, regia di Alan Parker (1996)
- Regeneration, regia di Gillies MacKinnon (1997)
- Il domani non muore mai (Tomorrow Never Dies), regia di Roger Spottiswoode (1997)
- Ronin, regia di John Frankenheimer (1997)
- Il gioco, regia di Claudia Florio (1999)
- Stigmate (Stigmata), regia di Rupert Wainwright (1999)
- The Suicide Club, regia di Rachel Samuels (2000)
- The Testimony of Taliesin Jones, regia di Martin Duffy (2000)
- Very Annie Mary, regia di Sara Sugarman (2001)
- Bride of the Wind, regia di Bruce Beresford (2001)
- L'intrigo della collana (The Affair of the Necklace), regia di Charles Shyer (2001)
- Insieme per caso (Unconditional Love), regia di P. J. Hogan (2002)
- Mad Dogs, regia di Ahmed A. Jamal (2002)
- Una ragazza e il suo sogno (What a Girl Wants), regia di Dennie Gordon (2003)
- La maledizione della prima luna (Pirates of the Caribbean: The Curse of the Black Pearl), regia di Gore Verbinski (2003)
- De-Lovely - Così facile da amare (De-Lovely), regia di Irwin Winkler (2004)
- I fratelli Grimm e l'incantevole strega (The Brothers Grimm), regia di Terry Gilliam (2005)
- Brothers of the Head, regia di Keith Fulton e Louis Pepe (2005)
- The New World - Il nuovo mondo (The New World), regia di Terrence Malick (2005)
- Pirati dei Caraibi - La maledizione del forziere fantasma (Pirates of the Caribbean: Dead Man's Chest), regia di Gore Verbinski (2006)
- E lucean le stelle (The Moon and the Stars), regia di John Irvin (2007)
- Pirati dei Caraibi - Ai confini del mondo (Pirates of the Caribbean: At World's End), regia di Gore Verbinski (2007)
- In amore niente regole (Leatherheads), regia di George Clooney (2008)
- Racconti incantati (Bedtime Stories), regia di Adam Shankman (2008)
- Echelon Conspiracy - Il dono, regia di Greg Marcks (2009)
- G.I. Joe - La nascita dei Cobra (G.I. Joe: The Rise of Cobra), regia di Stephen Sommers (2009)
- Hysteria, regia di Tanya Wexler (2011)
- G.I. Joe - La vendetta (G.I. Joe: Retaliation), regia di Jon M. Chu (2013)
- Listen Up Philip, regia di Alex Ross Perry (2014)
- The Salvation, regia di Kristian Levring (2014)
- Woman in Gold, regia di Simon Curtis (2015)
- Dickens - L'uomo che inventò il Natale (The Man Who Invented Christmas), regia di Bharat Nalluri (2017)
- Quello che veramente importa (The Healer), regia di Paco Arango (2017)
- The Wife - Vivere nell'ombra (The Wife), regia di Björn Runge (2017)
- L'uomo che uccise Don Chisciotte (The Man Who Killed Don Quixote), regia di Terry Gilliam (2018)
- I due papi (The Two Popes), regia di Fernando Meirelles (2019)
- La cena delle spie (All the Old Knives), regia di Janus Metz (2022)
- One Life, regia di James Hawes (2023)
- Guglielmo Tell, regia di Nick Hamm (2024)
- Il club dei delitti del giovedì (The Thursday Murder Club), regia di Chris Columbus (2025)

#### Televisione
- Daft As a Brush, regia di Stephen Frears – film TV (1975)
- The Sound of Laughter – serie TV, 1 episodio (1977)
- Spasms, regia di Michael Mills – film TV (1977)
- The Day Christ Died, regia di James Cellan Jones – film TV (1980)
- Timone d'Atene (Timon of Athens), regia di Jonathan Miller – film TV (1981)
- È troppo facile (Murder Is Easy), regia di Claude Whatham – film TV (1982)
- I giochi della vendetta (Praying Mantis), regia di Jack Gold – miniserie TV (1983)
- Martin Luther, Heretic, regia di Norman Stone – film TV (1983)
- Screen Two – serie TV, 1 episodio (1990)
- Selling Hitler, regia di Alastair Reid – miniserie TV (1991)
- Barbarians at the Gate, regia di Glenn Jordan – film TV (1993)
- Thicker Than Water, regia di Marc Evans – film TV (1993)
- Great Moments in Aviation, regia di Beeban Kidron – film TV (1994)
- Davide (David), regia di Robert Markowitz – miniserie TV (1997)
- Comic Relief: Doctor Who - The Curse of Fatal Death, regia di John Henderson – cortometraggio TV (1999)
- Victoria & Albert, regia di John Erman – film TV (2001)
- Storia di una principessa (Confessions of an Ugly Stepsister), regia di Gavin Millar – film TV (2002)
- Untitled Bruckheimer/McCall Project – film TV (2005)
- HR, regia di Christopher Morahan – film TV (2007)
- Sherlock Holmes and the Baker Street Irregulars, regia di Julian Kemp – film TV (2007)
- My Zinc Bed - Ossessione d'amore (My Zinc Bed), regia di Anthony Page – film TV (2008)
- Il Trono di Spade (Game of Thrones) – serie TV, 12 episodi (2015-2016)
- Taboo – serie TV, 8 episodi (2017)
- Loop (Tales from the Loop) – serie TV, 4 episodi (2020)
- Slow Horses – serie TV (2022)
- The Crown – serie TV (2022-2023)
- Il problema dei 3 corpi (3 Body Problem) – serie TV (2024-in corso)

### Doppiatore
- A Child's Garden of Verses, regia di Michael Sporn – film TV (1992)
- Freddie as F.R.O.7, regia di Jon Acevski (1992)
- Le avventure di Stanley (A Troll in Central Park), regia di Don Bluth e Gary Goldman (1994)
- Renaissance, regia di Christian Volckman (2006)
- Command & Conquer: Red Alert 3 - videogioco (2008), in cui è anche interprete
- Scrooge - Canto di Natale (Scrooge: A Christmas Carol), regia di Stephen Donnelly (2022)

## Teatro
- The Churchill Play, di Howard Brenton, regia di Richard Eyre. Nottingham Playhouse di Nottingham (1974)
- Comedians, di Trevor Griffiths, regia di Richard Eyre. Old Vic di Londra (1974)
- Engaged, di William Schwenck Gilbert, regia di Michael Blakemore. Old Vic di Londra (1975)
- Il diavolo bianco, di John Webster, regia di Michael Lindsay Hogg. Old Vic di Londra (1975)
- Comedians, di Trevor Griffiths, regia di Richard Eyre. Music Box Theatre di Broadway (1976)
- Misura per misura, di William Shakespeare, regia di Barry Kyle. Royal Shakespeare Theatre di Stratford (1977)
- La bisbetica domata, di William Shakespeare, regia di Michael Bogdanov. Royal Shakespeare Theatre di Stratford (1978) e Aldwych Theatre di Londra (1970)
- Antonio e Cleopatra, di William Shakespeare, regia di Peter Brook. Royal Shakespeare Theatre di Stratford (1978) e Aldwych Theatre di Londra (1979)
- Amleto, di William Shakespeare, regia di Richard Eyre. Royal Court Theatre di Londra (1980)
- Il guardiano, di Harold Pinter, regia di Kenneth Ives. National Theatre di Londra (1980)
- The Ghost Train, di Arnold Ridley, regia di Stephen Dixon. Lyric Hammersmith di Londra (1982)
- Il gabbiano, di Anton Čechov, regia di Charles Sturridge. Queen's Theatre di Londra (1984)
- Morte accidentale di un anarchico, di Dario Fo, regia di Douglas C. Wager. Belasco Theatre di Broadway (1984)
- Macbeth, di William Shakespeare, regia di Adrian Noble. Royal Shakespeare Theatre di Stratford e Barbican Centre di Londra (1986)
- Zio Vanja, di Anton Čechov, regia di Michael Blakemore. Vaudeville Theatre di Londra (1988)
- Miss Saigon, libretto di Alain Boublil, colonna sonora di Claude-Michel Schönberg, regia di Nicholas Hytner. Theatre Royal Drury Lane di Londra (1989) e Broadway Theatre di Broadway (1991)
- Nine, colonna sonora di Maury Yeston, libretto di Arthur Kopit, regia di Timothy Higgs. Royal Albert Hall di Londra (1992)
- Oliver!, colonna sonora e libretto di Lionel Bart, regia di Sam Mendes. London Palladium di Londra (1994)
- My Fair Lady, libretto di Alan Jay Lerner, colonna sonora di Frederick Loewe, regia di Trevor Nunn. National Theatre e Drury Lane Theatre di Londra (2001)
- La capra o chi è Sylvia?, di Edward Albee, regia di Anthony Page. Almeida Theatre di Londra (2004)
- Dirty Rotten Scoundrels, libretto di Jeffrey Lane, colonna sonora di David Yazbek, regia di Jack O'Brien. Imperial Theatre di Broadway (2006)
- Glengarry Glen Ross, di David Mamet, regia di James Macdonald. Apollo Theatre di Londra (2007)
- Dimetos, di Athol Fugard, regia di Michael Grandage. Donmar Warehouse di Londra (2009)
- Il guardiano, di Harold Pinter, regia di Christopher Morahan. Donmar Warehouse di Londra (2010)
- Re Lear, di William Shakespeare, regia di Michael Attenborough. Almeida Theatre di Londra (2012)
- My Fair Lady, libretto di Alan Jay Lerner, colonna sonora di Frederick Loewe, regia di Marcia Milgrom Dodge. Kennedy Center di Washington (2013)
- Il mercante di Venezia, di William Shakespeare, regia di Jonathan Munby. Globe Theatre di Londra (2015) e Lincoln Center di New York (2016)
- The Height of The Storm, di Florian Zeller, regia di Jonathan Kent. Wyndham’s Theatre di Londra (2018) e Samuel J. Friedman Theatre di Broadway (2019)

## Riconoscimenti
- Premio Oscar
  - 2020 – Candidatura al miglior attore per I due papi
- Golden Globe
  - 1994 – Candidatura al miglior attore non protagonista in una serie per I barbari alle porte
  - 2020 – Candidatura al miglior attore in un film drammatico per I due papi
  - 2023 – Candidatura al miglior attore non protagonista in una serie per The Crown
- BAFTA
  - 1996 – Candidatura al miglior attore protagonista per Carrington
  - 2020 – Candidatura al miglior attore protagonista per I due papi
- Premio Emmy
  - 1993 – Candidatura al migliore attore non protagonista in una miniserie o film per la televisione per I barbari alle porte
  - 2010 – Candidatura migliore attore non protagonista in una miniserie o film per la televisione per Return to Cranford
- Evening Standard British Film Awards
  - 1981 – Miglior nuova promessa
  - 1996 – Miglior attore per Carrington
- Festival di Cannes
  - 1995 – Prix d'interprétation masculine per Carrington
- Premio Laurence Olivier
  - 1979 – Candidatura al miglior attore per La bisbetica domata
  - 1980 – Miglior attore per Amleto
  - 1990 – Miglior attore in un musical per Miss Saigon
  - 1995 – Candidatura al miglior attore in un musical per Oliver!
  - 2002 – Candidatura al miglior attore in un musical per My Fair Lady
  - 2005 – Candidatura al miglior attore per La capra o chi è Sylvia?
- Screen Actors Guild Award
  - 2017 – Candidatura al miglior cast in una serie drammatica per Il Trono di Spade
- Tony Award
  - 1977 – Miglior attore non protagonista in un'opera teatrale per Comedians
  - 1991 – Miglior attore protagonista in un musical per Miss Saigon

## Doppiatori italiani
Nelle versioni in italiano delle opere in cui ha recitato, Jonathan Pryce è stato doppiato da:
- Gino La Monica ne La maledizione della prima luna, I fratelli Grimm e l'incantevole strega, Pirati dei Caraibi - La maledizione del forziere fantasma, Pirati dei Caraibi - Ai confini del mondo, In amore niente regole, Racconti incantati, Echelon Conspiracy - Il dono, Il Trono di Spade, Dickens - L'uomo che inventò il Natale, Taboo, I due papi, La cena delle spie, Slow Horses, Il problema dei 3 corpi
- Gianni Giuliano in Timone d'Atene, L'intrigo della collana, The Salvation, Loop, Guglielmo Tell
- Oliviero Dinelli ne Il dottore e i diavoli, G.I. Joe - La nascita dei Cobra, G.I. Joe - La vendetta, One Life
- Dario Penne in Cioccolato bollente, De-Lovely - Così facile da amare, E lucean le stelle, My Zinc Bed - Ossessione d'amore
- Franco Zucca in Americani, L'uomo che uccise Don Chisciotte
- Riccardo Cucciolla in Regeneration, Il domani non muore mai
- Adalberto Maria Merli in Ronin, Stigmate
- Augusto Di Bono in The Crown, Quello che veramente importa
- Francesco Pannofino ne La ragazza dei sogni, Davide
- Mico Cundari ne La nave dei dannati
- Luigi Rosa in È troppo facile
- Tonino Accolla in Qualcosa di sinistro sta per accadere
- Mauro Gravina in Brazil
- Renato Cortesi in Luna di miele stregata
- Mino Caprio in Jumpin' Jack Flash
- Claudio Capone in Kidnapping - Pericolo in agguato
- Roberto Chevalier ne Le avventure del barone di Munchausen
- Marco Mete in L'età dell'innocenza
- Danilo De Girolamo in Carrington
- Nino Prester in Very Annie Mary
- Michele Gammino in Insieme per caso
- Michele Kalamera in Una ragazza e il suo sogno
- Carlo Valli in Hysteria
- Carlo Reali in Woman in Gold
- Gabriele Lavia in The Wife - Vivere nell'ombra
- Massimo Popolizio in Timone d'Atene (ridoppiaggio)

Da doppiatore è sostituito da:
- Vittorio De Angelis ne Le avventure di Stanley
- Riccardo Rovatti in Command & Conquer: Red Alert 3
- Mario Cordova in Cary Grant - Dietro lo specchio
- Luca Biagini in Scrooge - Canto di Natale